# Nouvelles religions chinoises
 (juillet 2015).
Si vous disposez d'ouvrages ou d'articles de référence ou si vous connaissez des sites web de qualité traitant du thème abordé ici, merci de compléter l'article en donnant les références utiles à sa vérifiabilité et en les liant à la section « Notes et références ».

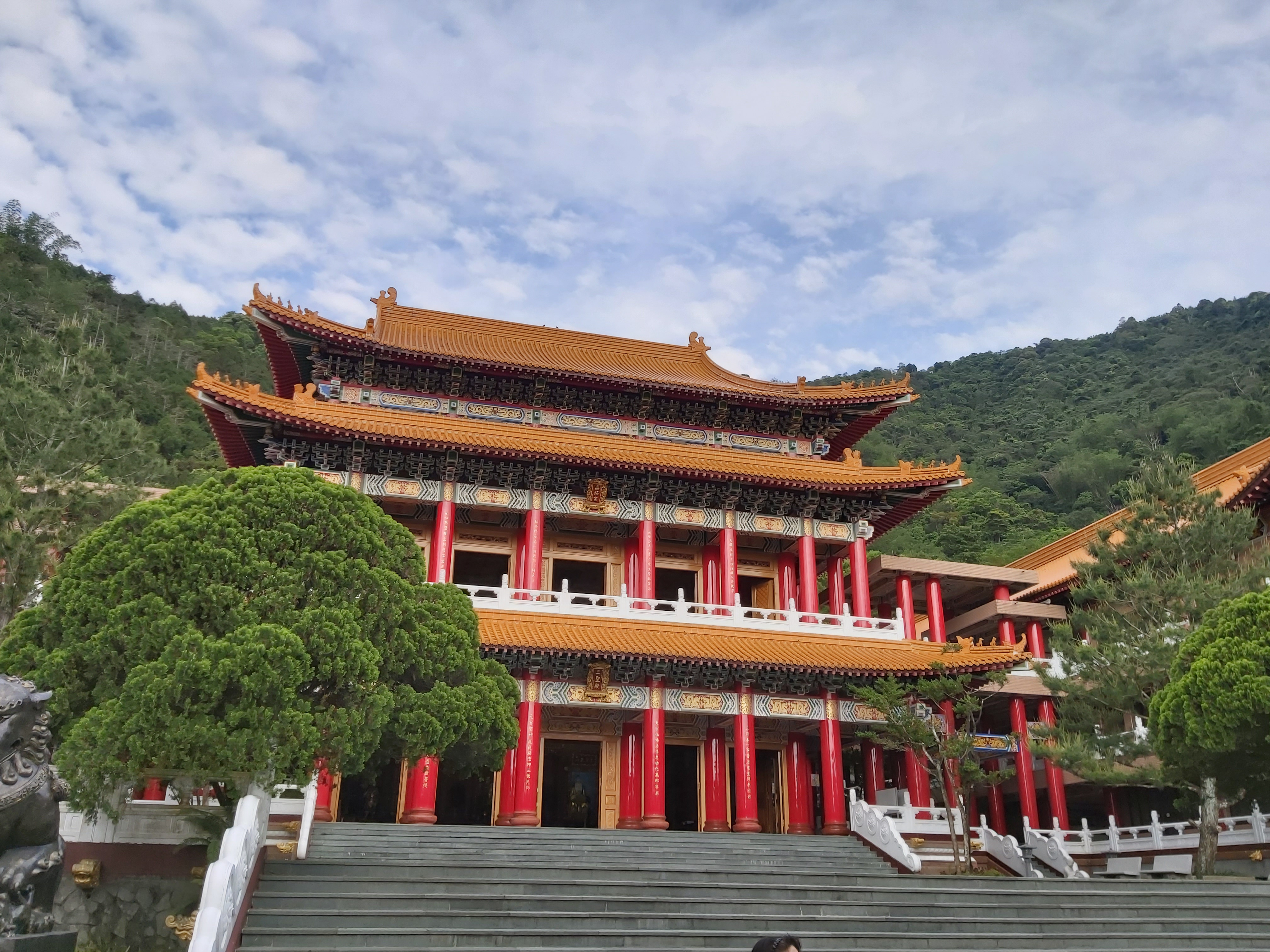
Le palais Wuji et le temple des Trois Saints du temple Tianyuan

Les nouvelles religions chinoises (xinxingzongjiao 新興宗教) sont un ensemble de mouvements religieux syncrétistes apparus en Chine et à Taïwan à partir de la fin du XIXe siècle, dont les deux plus importants sont Yiguandao (Ikuan Tao) et Falun Gong. Beaucoup dérivent directement ou indirectement du courant taoïste syncrétique Xiantiandao (先天道), « Voie du ciel originel », fondé selon la tradition par Huang Dehui (黃德輝 1684-1750), neuvième maître d'une école dans la mouvance de Quanzhen Dao. Xiantiandao soutient que la vérité se trouve dans l'union des trois écoles (taoïsme, bouddhisme et confucianisme). Sa divinité principale est la "Mère ancienne non-née" (無生老母).

## Contexte
Un rapport d'Amnesty International datant de 2002 dénonce la campagne « Frapper Fort » qui viserait à persécuter la grande majorité des groupes religieux en Chine ainsi que la liberté d'expression en général. Les années cinquante gardent d'ailleurs le souvenir de la répression du mouvement Yiguandao.
Le régime de Mao Zedong avait alors lancé une campagne visant à éliminer tout groupe religieux, les assimilant à des sociétés secrètes et les définissant, par voie de conséquence, comme des associations de criminels. 
Il est difficile, dans ce contexte, de discerner les véritables informations de celles que le gouvernement a fait circuler dans le but de se débarrasser des groupes religieux. Par ailleurs, les différences entre les cultures occidentales et chinoises laissent la porte ouverte à l'incompréhension, aux contresens et aux amalgames faciles.

## Principaux mouvements et caractéristiques de Xiantiandao[1],[2]
- Tiandeshengjiao ou Tiandejiao (天德聖教) "Sainte école de la vertu céleste" fondée en 1899 dans le Sichuan par Xiao Changming (蕭昌明)
- Tongshanshe (同善社) "Société du bien" reprise en 1912 par Peng Huilong (Sichuan)
- Daoyuan (道院) "Sanctuaire du Tao" fondé en 1916 dans le Shandong sous le nom de Daodeshe (道德社) "Société du Tao et de la vertu" (nom changé en 1921) ; il fonda l'organisation charitable du Svastika rouge.
- Yiguandao (Ikuan Tao) (一貫道) "Voie unique" repris en 1930 par Zhang Tianran (Shandong)
- Cihuitang (慈慧堂) "Temple de la charité" fondé à Taïwan en 1949
- Tiandijiao (天帝教) "École de l'empereur céleste" fondée en 1978 à Taïwan par Li Yujie (李玉階), ancien disciple de Tiandeshengjiao.
- Miledajiao (彌勒大教) "Grande école de Maitreya" fondée en 1988 à Taïwan par Wang Haode, originaire du Shandong, ancien disciple de Yiguandao (branche directe)
- Haizidao (亥子道) fondé en 1984 à Taïwan.

Tongshanshe et Yiguandao revendiquent une origine commune à partir de Huang Dehui ; les écoles se seraient séparées à l'époque du treizième maître de Xiantiandao, Yang Shouyi. Les autres mouvements apparus avant 1949 ne font pas état de leur histoire, mais s'apparentent à Xiantiandao par leur doctrine.

### Syncrétisme
Le syncrétisme de fait entre différents courants religieux est fréquent en Chine où l’allégeance exclusive à une divinité ou une confession unique n’a jamais été de rigueur. Néanmoins, certains mouvements se distinguent en structurant délibérément leur doctrine autour d’une vérité universelle qui serait présente dans les enseignements des trois grandes écoles de pensée chinoise : taoïsme, bouddhisme et confucianisme. En fait, si cette position réalise bien un syncrétisme superficiel (panthéon, rites, concepts, vocabulaire d’origine composite) favorisant au premier abord la diffusion auprès d'un large public, sur un plan plus profond l’école peut tendre au sectarisme : en effet, elle prétend offrir immédiatement l’essentiel là où les autres n’en présentent qu’un aspect. Ses adeptes n’ont donc pas de raison d’aller voir ailleurs. 
L’idée que les trois courants idéologiques contenaient la même vérité était déjà énoncée par les néo-confucéens de la dynastie Song. Dans l’optique confucéenne, à l’origine nullement métaphysique, cette similitude peut s’interpréter comme preuve de l’universalité des valeurs morales, sociales et politiques. Évelyne Micollier fait remarquer que l’attirance pour ces mouvements syncrétistes peut parfois refléter un sentiment d'orgueil national ou ethnique, la conviction de l’universalité de la pensée chinoise.

### Millénarisme
Sa présence dans l’idéologie des religions naissantes ou qui ont du mal à percer est presque systématique. En Chine, il s’inscrit dans une vision cyclique de l’évolution de l’univers. Les religions héritières de Xiantiandao considèrent que l’univers a traversé deux cycles depuis sa création, « l'Ère du Yang vert » et celle du « Yang rouge », au cours desquels une partie des êtres a été sauvée ; l'« Ère du Yang blanc » sera - ou est déjà pour certains, dont Yiguandao - celui du salut de la totalité des êtres restants.
Le millénarisme chinois n'a donc pas le même sens que ce qu'entend l'Occident par ce terme.

### Sectarisme
Les mouvements cités n'ont pas pour politique délibérée de couper leurs adhérents des non-convertis ; néanmoins, comme tous les groupes religieux émergents, ils sont marqués par leur conviction de détenir la vérité dans un monde ignorant et le désir de s'individualiser, sentiments qui ne s'effacent pas à la même vitesse que leur croissance. Un mouvement comme Yiguandao se démarque donc par la tendance sectaire de nombreux adhérents, qui détonne dans l'ensemble religieux traditionnel. Ces nouvelles religions ont d'un autre côté un profond désir d'expansion ainsi que d'acceptance et de participation sociale. Le tiraillement entre ces deux tendances contradictoires est aussi une de leurs caractéristiques.
Mais, il est vrai que le fait de penser détenir une vérité est commun à tous les groupes religieux et non religieux quels qu'ils soient.

### La Sainte mère
Depuis son apparition au XVIIe siècle, la doctrine de la mouvance Xiantiandao est centrée autour d'une « mère divine », déité taoïste qui apparait sous plusieurs noms (« Sainte mère non-née », « Mère d'or du bassin de jaspe » etc.). Son rôle est sotériologique et eschatologique ; c'est en effet elle qui sauve les êtres au fur et à mesure de chaque cycle. Une telle figure se dessine dès les premiers temps du taoïsme avec l'adoption de Xiwangmu, gardienne du jardin d'immortalité de la mythologie chinoise. La « Sainte mère » est souvent considérée comme l'une des formes de la divinité suprême des nouvelles religions, en même temps que d'autres figures empruntées au bouddhisme et au confucianisme, voire à des religions non-chinoises. Les chefs de mouvement ou les fidèles peuvent privilégier la version qui correspond le mieux à leur sensibilité.

### Évolution néo-confucianiste
Le confucianisme est à l'origine un système moral, un idéal social et politique et non une religion. Le virage néo-confucianiste des nouvelles religions se traduit donc par un certain effacement de l’aspect mystique ou magique au profit d’une attitude plus raisonnable et moins passionnelle, plus axée sur la morale que sur la croyance proprement dite ; il peut correspondre à un recentrement de l’objectif de la pratique religieuse sur la préservation du bien-être familial et social plutôt que sur la réalisation spirituelle, ou au désir de rendre l’école plus acceptable pour les autorités.
Du fait de sa réputation de croyance populaire empreinte de magie, les références claires au taoïsme se font plus discrètes, ce qui n'empêche pas la persistance de son influence, et particulièrement le maintien de pratiques telles que le gong fu, l'écriture spirituelle, la fourniture de talismans, qui conservent un fort pouvoir attractif. L'élément bouddhiste, qui jouit d'un prestige grandissant, est mis en avant dans la personne des chefs souvent parés des titres de bouddha ou bodhisattva.

### Influence de la politique
Le développement des nouvelles religions chinoises est fortement influencé par le contexte politique. En Chine populaire, les mouvements religieux font l'objet de répression dès qu'ils prennent assez d'importance pour être vus comme réseau de soutien possible pour l'opposition. Les deux mouvements qui avait pris le meilleur départ avant 1949, Yiguandao et Tongshanshe, furent victimes de leurs relations politiques. Le premier avait, pour faciliter son expansion, négocié un accord avec le gouvernement fantoche du temps de l'occupation japonaise. Cet acte de collaboration lui valut d'être interdit après le retour au pouvoir de la République de Chine aussi bien à Taïwan que sur le continent. Le second fut interdit dès 1927 pour ses alliances réactionnaires anti-républicaines. 
Que ce soit à Taïwan ou sur le continent chinois, les nouvelles religions ne prennent pas ou n'avouent pas de position politique. Cependant, c'est l'influence politique croissante des Chinois locaux implantés dans l'île avant 1949 qui a permis à Yiguandao d'y être légalisé en 1987. Du fait de l'orientation politique de la majorité de ses membres, cette religion bénéficie de l'arrivée au pouvoir du DPP. Tiandijiao, fondé par un ancien membre du KMT né sur le continent chinois, a au contraire beaucoup recruté dans ce parti.
À l'inverse, la Chine continentale est souvent pointée du doigt par les organismes de défense des droits de l'Homme pour son intolérance religieuse et le non-respect des conventions internationale en matière des droits humains. Certains rapports d'Amnesty International et Reporters sans Frontières donnent des exemples de cas où les autorités chinoises auraient défini comme opposants politiques, les groupes qu'elles cherchent à éliminer.

## Religions chrétiennes
- Église du Dieu Tout-Puissant

## Religions confucéennes
- Xuanyuandao, fondée à Taïwan en 1952 ;

## Falun Gong
Le Falun Gong (法轮功), aussi appelé Falun Dafa (法轮大法), se base sur une ancienne discipline de qigong, transmise au grand public par Li Hongzhi. Sa particularité est de revenir à la source des enseignements du qigong, nom moderne donné à l’ancien terme « xiulian »  (littéralement : « cultivation-pratique ») signifiant cultiver l’esprit et en même temps exercer le corps. Les traditions orientales ne considèrent pas le corps et l’esprit comme indépendants et enseignent à les harmoniser en travaillant sur l’un comme sur l’autre. De multiples variétés de « cultivation-pratique » se retrouvent partout dans l'histoire chinoise ; elles sont issues des traditions bouddhistes, taoïstes et confucéennes et recouvrent également le domaine des arts martiaux internes,. Le Falun Gong vise à garder le corps en bonne santé et éveiller la conscience au maintien d'une bonne moralité. Son enseignement combine la pratique de la méditation, d'exercices aux mouvements lents et souples et le travail sur soi à travers trois principes fondamentaux : Authenticité, Bonté, Tolérance ou Zhen, Shan, Ren,. En Occident, vu la difficulté à lui trouver un équivalent, le Falun Gong n’est généralement pas vu comme un groupe religieux, mais comme une pratique ou un mouvement spirituel,.
La transmission publique du Falun Gong a commencé en 1992 ; il a été rapidement reconnu et soutenu par les autorités chinoises. Sa popularité s'est très vite accrue grâce aux nombreux témoignages de guérisons et d'améliorations de la santé physique et morale, au point que sept ans plus tard, les sources occidentales et les organisations gouvernementales chinoises estimaient à environ soixante-dix millions le nombre de Chinois qui le pratiquait,. Face à ce succès fulgurant, les autorités chinoises ont exercé à plusieurs reprises des pressions pour rendre la pratique payante et pour renforcer l'influence du Parti communiste chinois (PCC) sur cette dernière,. Ces tentatives de contrôle ont provoqué l'effet inverse, amenant le Falun Gong à s'affirmer progressivement comme une école de qigong autonome et indépendante du pouvoir.
Le PCC, dirigé à l'époque par Jiang Zemin, est alors devenu hostile au Falun Gong et a commencé en 1999 la répression de cette pratique sur le territoire de la République populaire de Chine. Le Bureau 610 est créé afin de coordonner cette répression et d'orchestrer une campagne de propagande et de diffamation de la pratique à l'échelle nationale et internationale par les médias d'État chinois. Celle-ci comprend notamment le lavage de cerveaux dans le milieu professionnel, social et éducatif. Les pratiquants sont ensuite dénoncés et arrêtés à travers la Chine,,,. Lors de leur emprisonnement, ils sont sujets à de mauvais traitements, aux tortures, aux meurtres, ainsi qu'à des prélèvements forcés d'organes revendus clandestinement,,. Ces violations massives des droits de l'homme ont été rapportées et dénoncées par le Parlement européen,, les Nations Unies, de nombreuses organisation de défense des droits de l'homme,, des gouvernements, des avocats internationaux et des personnalités dans le monde entier.
Malgré la persécution, le Falun Gong continue à être pratiqué clandestinement en Chine. Il s’est aussi développé en dehors de la Chine en devenant une pratique de qigong de plus en plus populaire. À ce jour, le Falun Gong est pratiqué dans de nombreux pays à travers le monde et ses enseignements ont été traduits dans plus de quarante langues.